# Bruno Vespa
Bruno Paolo Vespa (L'Aquila, 26 maggio 1944) è un giornalista, conduttore televisivo, autore televisivo e scrittore italiano.
Direttore del TG1 dal 1990 al 1993, è ideatore e conduttore del programma televisivo Porta a Porta, trasmesso da Rai 1 a partire dal 1996.

## Carriera

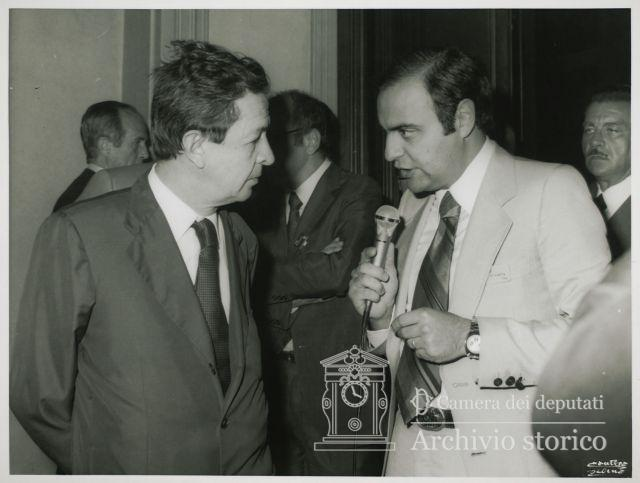
Bruno Vespa intervista Enrico Berlinguer nel giorno del giuramento di Sandro Pertini alla presidenza della Repubblica Italiana nel 1978

Esordì giovanissimo come collaboratore per la stampa locale abruzzese: a sedici anni fu autore di articoli sportivi per la sede aquilana del quotidiano Il Tempo. Nel 1962, a diciotto anni, divenne cronista radiofonico alla Rai; nel 1968 conseguì all'Università "La Sapienza" di Roma la laurea in giurisprudenza (con una tesi sul diritto di cronaca) e si classificò al primo posto in un concorso nazionale per radiotelecronisti. Fu quindi assegnato alla redazione del Telegiornale unificato e poi, dal 1976, del TG1, di cui diventò inviato speciale. Nel 1969, in diretta, diede la notizia che Pietro Valpreda sarebbe stato il colpevole, anziché l'accusato, della strage di piazza Fontana, errore del quale si è poi pentito e scusato pubblicamente.
Intervistò i principali personaggi della politica degli anni settanta e ottanta. Il 10 marzo 1975 intervistò, in Portogallo, il militare José Sanches Osorio, segretario democristiano (PDC), alla vigilia del fallito colpo di Stato ordito per l'indomani da quest'ultimo, scappato in Spagna l'11 marzo. Si ricorda anche un'intervista del 1977 all'arcivescovo di Cracovia, cardinale Karol Wojtyła, che l'anno successivo sarebbe stato eletto papa con il nome di Giovanni Paolo II. Lo stesso Wojtyła telefonò in diretta a Vespa nel 1998 durante la trasmissione Porta a Porta dedicata al ventennale del suo pontificato, ricordando l'evento.
Nel 1977 fu conduttore, insieme ad Arrigo Petacco, della rubrica televisiva di attualità Tam Tam; nel 1978 diede la notizia in diretta, nel corso di una edizione straordinaria del TG1 del pomeriggio del 9 maggio, del ritrovamento del cadavere di Aldo Moro; nello stesso anno divenne conduttore di Ping Pong, programma giornalistico con ospiti in studio, una sorta di precursore di Porta a Porta. La sera del 2 agosto 1980 fu il primo  a dare in diretta la notizia che la strage della stazione di Bologna non era frutto di un incidente, come si era creduto fino a quel momento (e riportato dalle prime edizioni di tutti i giornali), ma di un attentato compiuto con una bomba, di cui Vespa mostrò per primo il cratere.
Nel mese di giugno del 1984 fu il commentatore ufficiale per il TG1 dei funerali del segretario del Partito Comunista Italiano Enrico Berlinguer, in diretta da piazza San Giovanni a Roma. Nel periodo della crisi Iraq-ONU (agosto 1990-gennaio 1991) fu l'unico giornalista italiano a intervistare il dittatore iracheno Saddam Hussein, nonostante il parere ufficiale contrario del governo italiano. Dal 1990 al 1993 fu direttore del TG1.

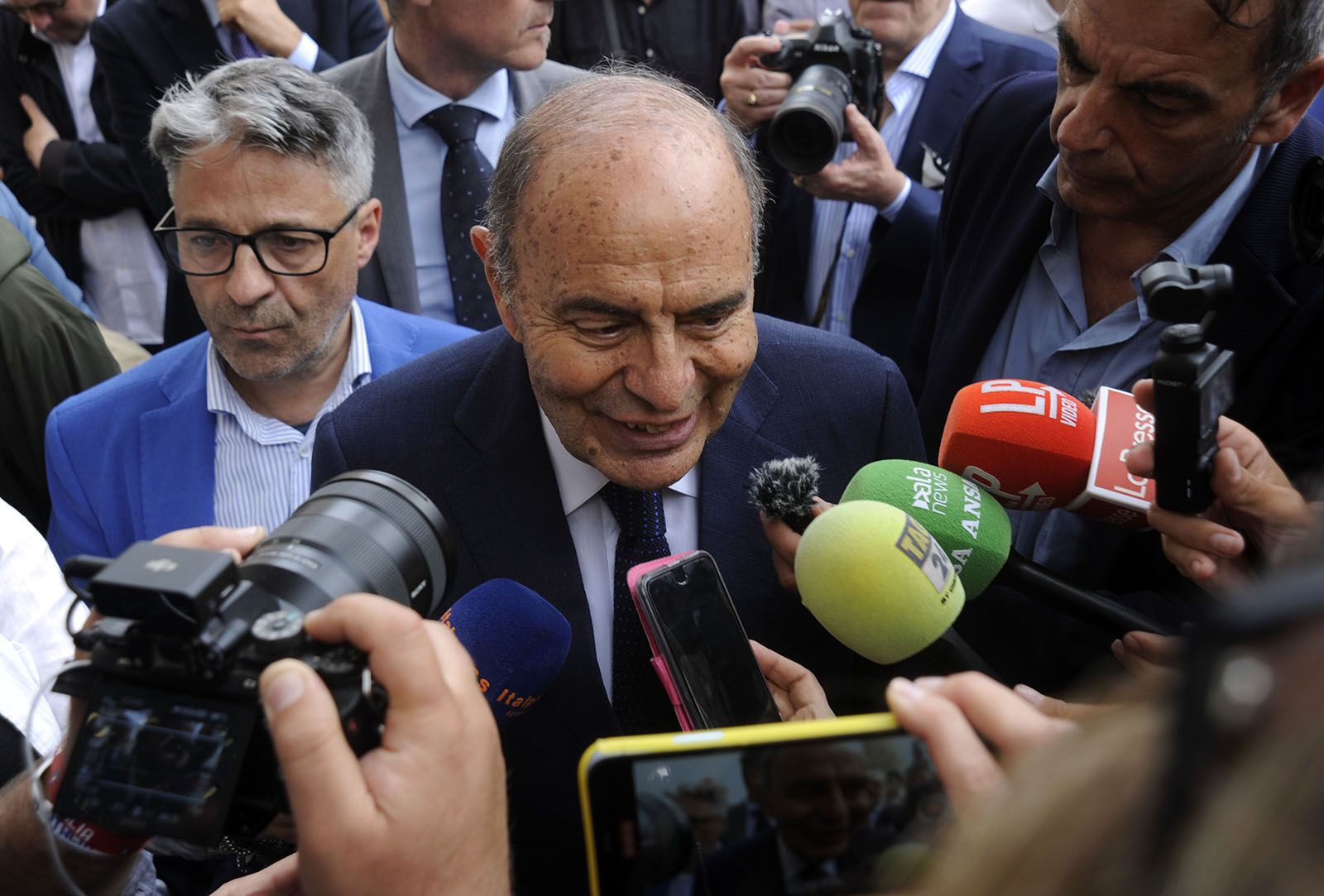
Bruno Vespa nel 2024

Dal 1996 conduce su Rai 1 il programma di approfondimento culturale, politico e di attualità Porta a Porta, da lui ideato, considerato una delle principali sedi del dibattito politico in Italia, tanto da essere stato ironicamente definito dall'ex premier e senatore a vita Giulio Andreotti "la terza camera del parlamento italiano". È qui che cinque giorni prima delle elezioni politiche in Italia del 2001, l'8 maggio 2001, Silvio Berlusconi, allora capo dell'opposizione, firmò il cosiddetto "contratto con gli Italiani".
Il 3 aprile 2006, in occasione delle elezioni politiche, è stato il moderatore del secondo confronto televisivo elettorale tra il leader del centro-sinistra Romano Prodi e il Presidente del Consiglio uscente Silvio Berlusconi. Il 6 aprile 2009 conduce uno speciale di Porta a Porta sul terremoto che ha colpito l'Abruzzo in quei giorni: lo speciale viene aperto con un servizio dello stesso Vespa che racconta, dal suo personalissimo punto di vista, i danni creati dal terremoto a L'Aquila, sua città natale.
Il 15 settembre 2009 conduce uno speciale di Porta a Porta sulla consegna delle case ai terremotati dell'Abruzzo, suscitando le ire dell'opposizione di centro-sinistra, che accusano il giornalista di aver fatto "propaganda" nei confronti del governo Berlusconi. In realtà, le case furono costruite a tempo di record: Vespa ha sempre sostenuto con molti altri che la gestione dell'emergenza fu eccellente, mentre la ricostruzione del centro storico presenta ancora all'inizio del 2012 fortissimi ritardi.
Nel 2009, nel 2010 e nel 2011 conduce le serate del Premio Campiello. Nel 2011 ha condotto insieme a Pippo Baudo il varietà Centocinquanta, dedicato ai 150 anni dell'Unità d'Italia. Nello stesso anno ha vinto il Premio Saint Vincent alla carriera, dopo averlo vinto due volte (1978 e 2000) per la televisione. Vince anche il Premio Estense alla carriera.
Dal 2007 al 2020, insieme al figlio Federico, ha condotto su RTL 102.5 un programma di approfondimento della fascia mattutina intitolato Non Stop News: Raccontami, in onda ogni venerdì mattina alle 8:00.
Dal 2014 al 2019 è stato direttore di QN-Quotidiano Nazionale (consorzio che riunisce i tre quotidiani La Nazione, Il Giorno e Il Resto del Carlino). Continua tuttora a scrivere per queste tre testate, oltre a essere editorialista dei quotidiani Il Mattino e Il Gazzettino. 
Vespa svolge anche l'attività di saggista ed in oltre cinquant'anni ha pubblicato numerosi titoli, soprattutto per Arnoldo Mondadori Editore.
Il 7 dicembre 2021 conduce assieme a Milly Carlucci la serata Prima della Scala - Macbeth al Teatro alla Scala di Milano, dedicata alla prima visione dell'opera Macbeth di Giuseppe Verdi introdotta dal presidente della Repubblica Sergio Mattarella. 
Dal 2023 conduce, dopo il TG1 delle 20.00, un altro programma da lui ideato, la rubrica giornaliera Cinque minuti, di tale durata.

## Parodie
Una sua celebre parodia è quella offerta regolarmente dall'imitatore Giampaolo Fabrizio nel programma Striscia la notizia, in cui il giornalista viene ironicamente soprannominato "Vespone".

## Vita privata
È sposato dal 14 giugno 1975 con la magistrata Augusta Iannini, già capo dell'ufficio legislativo del Ministero della giustizia e già membro dell'Autorità Garante della Privacy, da cui ha avuto due figli: Federico, giornalista ed ex conduttore di RTL 102.5, e Alessandro, avvocato d'affari.
È proprietario, insieme alla propria famiglia, di una masseria denominata Masseria Li Reni in Puglia, a Manduria.

## Controversie
Nel periodo in cui dirigeva il principale telegiornale della televisione di Stato, fecero scalpore alcune sue dichiarazioni pubbliche in cui affermava di considerare il partito della Democrazia Cristiana il suo "editore di riferimento": venne di conseguenza accusato di non considerare l'informazione un servizio pubblico e di produrre un'informazione subordinata agli interessi della partitocrazia. Vespa si difese dicendo che, essendo il Parlamento l'editore della Rai, un accordo tra i partiti aveva assegnato alla DC l'influenza sul primo canale, al PSI quella sul secondo e al PCI quella sul terzo, come fu riconosciuto poi da tutti.
È stato contestato a Vespa un atteggiamento ritenuto troppo compiacente nei confronti dei politici di destra. La polemica è stata corroborata dalla pubblicazione di una sua conversazione telefonica, intercettata dalla procura il 4 maggio 2005, con Salvatore Sottile, portavoce dell'allora ministro degli esteri Gianfranco Fini: Vespa discusse al telefono con Sottile circa la scelta del contraddittore che Fini avrebbe preferito nella puntata di Porta a porta, poi ricaduta su Piero Fassino. Destò scalpore in particolare la frase di Vespa: "La puntata gliela confezioniamo addosso". Tale episodio provocò critiche da parte della dirigenza Rai: Claudio Petruccioli chiese una inchiesta interna commentando che «se questo era l'andazzo, Porta a Porta si fondava su un metodo giornalisticamente miserevole». Vespa affermò a sua discolpa che «con il portavoce di Fini, Sottile, abbiamo avuto un rapporto di proficua collaborazione. Quando le intercettazioni saranno pubblicate nella loro interezza, verranno fuori anche i profondi dissensi con lui, però, e con gli altri portavoce. Tipici di chi difende interessi diversi». Numerose polemiche esistono da sempre relativamente alla tendenza di Vespa a rendersi eccessivamente amichevole verso Silvio Berlusconi. In occasione di uno speciale del 15 settembre 2009, con ospite lo stesso Berlusconi, allora Presidente del Consiglio, le puntate dei programmi potenzialmente concorrenti (Ballarò su Rai 3 e Matrix su Canale 5) furono sospese e rinviate ad altra data.
Sempre nel 2009, fece scalpore la richiesta di aumento di stipendio del 33%: da 1 200 000 euro, il nuovo contratto avrebbe dovuto prevedere un importo di 1 600 000 euro. Vespa ha dichiarato in una intervista al Corriere della Sera che «il consiglio Rai ha chiesto giustamente un approfondimento. Se si rifanno conti e confronti, qualche piccola limatura tecnica è possibile. Ma vorrei andare oltre. In tempi difficili bisogna essere solidali. Alle opere umanitarie, come è noto, giro ormai quasi per intero i proventi di convegni e dibattiti. Adesso vorrei rinunciare a 150 mila euro all'anno del mio nuovo contratto (600 mila euro in quattro anni) se la Rai utilizzasse questa somma per dieci borse di studio annuali da 15 mila euro l'una per dieci giovani da ammettere, dopo una accurata selezione, a un corso-concorso serissimo come quello che quarant'anni fa portò me e altri trenta colleghi in Rai. Mi piacerebbe che una somma analoga (collettiva, non voglio impoverire nessuno...) la sottoscrivessero insieme Santoro, Fazio, Dandini, Bignardi, Annunziata, Floris in modo da raggiungere le venti borse di studio. Da sempre a 'Porta a porta' il modesto turn over si fa guardando i prodotti dei candidati prima di incontrarli. E molti, ovviamente, non li incontriamo nemmeno. Ho detto ai miei: "Non voglio sapere per chi votate, ma fate sì che io non me ne accorga mai". Vorrei che quei dieci o venti ragazzi fossero scelti così. È un sogno? E continuo a chiedermi: ma perché tutto questo capita soltanto a me?».
Ha suscitato molte critiche e scalpore per la sua decisione di invitare alcuni esponenti del clan dei Casamonica alla sua trasmissione il 9 settembre 2015. Una situazione analoga si è presentata il 7 aprile 2016, quando ha deciso di invitare il secondo figlio di Totò Riina, storico esponente di primo piano dell'organizzazione Cosa nostra, suscitando altrettanta indignazione.
Il 18 aprile 2024 è stata trasmessa una puntata di Porta a Porta che trattava, tra gli altri, il tema dell'aborto indotto, di cui in studio si è discusso unicamente tra ospiti di sesso maschile. Il fatto ha attirato dure critiche di esponenti dei partiti di centrosinistra e della Vigilanza Rai. La redazione del programma ha replicato che l'assenza di donne tra gli ospiti della puntata era dovuta all'indisponibilità di quelle che erano state invitate. Vespa ha comunque ricevuto un richiamo da parte della presidente della Rai Marinella Soldi, a cui il giornalista ha risposto che "non può essere insensibile alle presenze femminili chi da direttore del TG1 affidò a tre donne la conduzione delle 13:30" e che "ci sono soltanto 5 donne (PD e M5S) su 18 presidenti, vicepresidenti e presidenti dei gruppi parlamentari dei primi 5 partiti".

## Procedimenti giudiziari

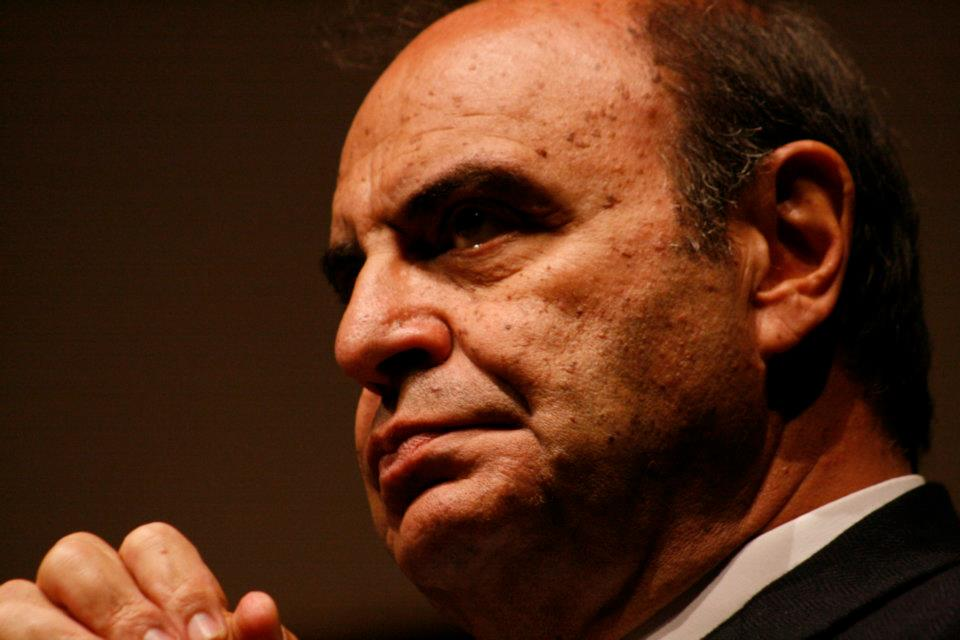
Bruno Vespa al Festival Internazionale del Giornalismo del 2012

Vespa nel corso della sua carriera giornalistica è stato più volte querelato o citato in giudizio per quanto da lui scritto o dichiarato. Di seguito sono descritti alcuni dei procedimenti che lo hanno coinvolto:
- Nel gennaio 2007 è stato condannato in primo grado dal tribunale di Roma per diffamazione al pagamento di 82 000 euro a Roberto Zaccaria, a titolo di risarcimento danni in seguito alle affermazioni contenute nel libro Rai, la grande guerra pubblicato nel 2002.[20] Vespa aveva scritto che nell'autunno del 2000, Zaccaria, allora presidente del consiglio di amministrazione della RAI, avrebbe incontrato in casa propria, a cena, Pierluigi Celli, Stefano Balassone, Vittorio Emiliani in qualità di consiglieri RAI e Walter Veltroni, Vincenzo Vita e Giuseppe Giulietti in qualità di responsabili DS per l'informazione, con l'intento di mettere in atto una strategia sotterranea del servizio pubblico televisivo contro Silvio Berlusconi, strategia culminata poi con la puntata di Satyricon del 14 marzo del 2001, contenente un'intervista a Marco Travaglio sulle origini della ricchezza di Berlusconi. Nel libro Vespa menziona anche un testimone, un vicino di casa di Zaccaria, che avrebbe sentito il tutto. Gli avvocati di Zaccaria chiesero di sentire il vicino, avvocato Giovanni Ferreri, il quale smentì. Altrettanto fecero i presunti commensali.[21]
- Nel novembre 2008 è stato condannato dalla 3ª sezione della Corte d'appello di Roma, assieme a Valentina Finetti, al pagamento di una multa di 1 000 euro (e alla pubblicazione della sentenza su quattro quotidiani[22]) per diffamazione nei confronti di Pietro Mattei (vedovo di Alberica Filo della Torre) e dei figli Manfredi e Domitilla in seguito a un servizio della trasmissione Porta a Porta (di cui la Finetti è cronista), andato in onda il 13 febbraio 2002 con tema il delitto dell'Olgiata[23]. Nel luglio 2009 la Cassazione ha confermato la condanna per diffamazione[24].
- Nel giugno 2010 è stato condannato in appello per diffamazione nel processo intentato dalla professoressa Isabella De Martini dell'Università di Genova, in relazione ai fatti del G8 di Genova. Isabella De Martini, in qualità di vice-capo struttura con delega agli eventi culturali, aveva notato qualcosa di strano nella gestione degli appalti, in particolare rispetto all'attribuzione degli stessi a personaggi della cerchia di Gianni Letta (Maria Criscuolo e il consuocero di Letta, Amedeo Ottaviani) e aveva per questo presentato un esposto alla procura di Genova (esposto poi trasferito a Roma e archiviato). Vespa, come riconosciuto dalla Corte d'appello, nel libro La Scossa[25] la diffamò. Scrive Isabella De Martini: "[...] si dedicò alla mia distruzione, presentandomi come una signora genovese che doveva organizzare "sfilate di moda" (sic) a Portofino, e invece ficcò il naso in problematiche che non la riguardavano, quali la logistica e l'ospitalità delle delegazioni, creando malumori e imbarazzo a Gianni Letta...". La notizia della condanna è stata riportata anche dal Corriere Mercantile (articolo del 18 giugno 2010).[26]
- Nel luglio 2010 la Corte di Cassazione conferma la sua condanna per diffamazione dei due pm napoletani che avevano ordinato l'arresto di Vito Gamberale, poi assolto.[27]
- Nel giugno 2013 è indagato per abuso edilizio e violazione dei vincoli paesaggistici, in relazione alla modifiche apportate a una grotta ipogea nella propria villa di Ponza. A seguito dell'indagine la villa è stata sottoposta a sequestro.[28] Nell'aprile 2015 Vespa patteggia la condanna a 10 giorni di reclusione e 14 000 euro di multa. La condanna alla pena detentiva viene commutata in ulteriori 2 500 euro di multa, per un totale di 16 500 euro.[29]
- Nel dicembre 2015 è stato condannato in primo grado dal Tribunale di Roma, insieme a Ester Vanni, al pagamento di complessivi 45 000 euro in favore di Pietro, Manfredi e Domitilla Mattei, prossimi congiunti della contessa Alberica Filo della Torre, per la pubblicazione, nel corso della puntata di Porta a Porta del 1º agosto 2011, di immagini del cadavere della medesima contessa. Il Tribunale ha ritenuto che "la divulgazione delle suddette immagini non possa ritenersi né assorbita dal pubblico interesse, posto che a nessuna ulteriore esigenza informativa rispondeva l'esibizione del corpo discinto e martoriato della vittima ... né conformata al rispetto del concorrente parametro della continenza delle modalità espressive, inteso come indispensabile contemperamento del diritto di cronaca e la tutela della riservatezza (Cass. 17.2.2011, n. 17215), essendo le fotografie del cadavere all'evidenza esorbitanti, in ragione del contenuto raccapricciante, rispetto alla finalità informativa perseguita".

## Programmi televisivi
- TG1 (Programma Nazionale, 1968-1975; Rete 1, 1976-1983; Rai 1, 1986-1993)[30]
  - Speciale TG1 (Rete 1, 1976-1982; Rai 1, 1983-1995)
  - TG1 Reporter (Rete 1, 1976)
  - TG1 - Tam Tam (Rete 1, 1977-1982; Rai 1, 1983-1986)
  - TG1 - Ping Pong (Rete 1, 1978, 1981-1982)
  - TV7 (Rai 1, 1986-1992)
  - Serata Tg1 (Rai 1, 1990)
  - UnoSette (Rai 1, 1992-1993)
- Torneo internazionale di pallavolo (Secondo Canale, 1969)
- Africa Africa (Rai 1, 1987)
- El Alamein (Rai 3, 1988)
- Venezia Cinema 1988 (Rai 1, 1988)
- Premio Campiello (Rai 1, 1988, 2004-2012)
- Domenica in (Rai 1, 1989-1991) ospite fisso
- Check-up - Malattia droga (Rai 1, 1989)
- Infrastrutture e sviluppo - Raccordarsi con l'Europa (Rai 3, 1990)
- Ore 23 (Rai 1, 1993-1994)
  - Speciale Ore 23 (Rai 1, 1994)
  - Speciale Ore 23 - Signori, si parte! (Rai 1, 1994)
- Bush-Gorbaciov - Faccia a Faccia (Rai 1, 1994)
- Tremilioni al voto - Speciale Ballottaggio (Rai 1, 1994)
- Grandi mostre Live (Rai 1, 1994-1995)
- Telering - Tg1 Speciale Referendum (Rai 1, 1995)
- Sì o No - Tg1 Speciale Referendum (Rai 1, 1995)
- Chiaro e tondo (Rai 1, 1994-1995)
- Oltre le parole (Rai 1, 1994)
- Porta a Porta (Rai 1, dal 1996)
  -  Speciale Porta a Porta (Rai 1, dal 1996) 
  -  Porta a Porta - Speciale Sanremo (Rai 1, 2004) 
  -  Porta a Porta - Speciale Venerdì Santo (Rai 1, dal 2003) 
  -  Porta a Porta allo Strega (Rai 1, 2003-2004) 
  -  Porta a Porta - Speciale Premio Regia Televisiva (Rai 1, 2004) 
  -  Porta a Porta Estate (Rai 1, 2008-2012) 
  -  Primaserata Porta a Porta (Rai 1, 2011-2012)
- Una giornata speciale - 2 giugno 1946 (Rai 1, 1996)
- Giovanni Paolo II - 50 anni di sacerdozio (Rai 1, 1996)
- La partita del cuore (Rai 1, 1996-1997)
- DopoFestival (Rai 1, 1997)
- Spirito di Vita (Rai 1, 1998)
- Figlio prodigo - L'abbraccio del Padre all'uomo di tutti i tempi (Rai 1, 1999)
- Ravenna Festival (Rai 1, 2001)
- Concerto inaugurale del Teatro La Fenice (Rai 1, 2003)
- Europee 2004 (Rai 1, 2004)
- Giornata mondiale della gioventù (Rai 1, 2005)
- Nel nome del cuore (Rai 1, 2007)
- Centocinquanta (Rai 1, 2011)
- Expo Milano 2015 - Un mondo da amare (Rai 1, 2014)
- Stregati dalla Luna (Rai 1, 2019)
- A riveder le stelle (Rai 1, 2020)
- Prima della Scala (Rai 1, 2021-2024)
- Cinque minuti (Rai 1, dal 2023)

## Opere
Bruno Vespa ha tesaurizzato le sue esperienze di giornalista di lungo corso pubblicando da oltre un trentennio, a partire dal 1993, con cadenza annuale, saggi di attualità politica, in cui mescola al riassunto dei principali eventi avvenuti nell'ultimo anno, i retroscena e le interviste ai principali protagonisti nazionali, ma anche la divulgazione storica, principalmente sul XX secolo italiano; ha scritto pure volumi sul costume d'Italia e altri argomenti, sempre accolti con grande successo di pubblico e pubblicati da Rai Eri e Arnoldo Mondadori Editore. 
- Uno stadio per Tommaso Fattori, raccolta di testimonianze a cura di, L'Aquila, Penathlon International Club, 1966.
- Abruzzo aperto, Roma, Società Autostrade Romane Abruzzesi, 1974.
- A sessant'anni dalla rivoluzione d'ottobre. Speciale TG1, Roma, Ufficio stampa RAI radiotelevisione italiana, a cura di e con Pierantonio Graziani, 1977.
- ...E anche Leone votò Pertini. Cronaca di un settennato incompiuto, di una crisi e di una elezione presidenziale, Bologna, Cappelli, 1978.
- Flash 79, Roma, Cassa di risparmio di Roma, 1980.
- Visita di sua santità Giovanni Paolo II al traforo del Gran Sasso, a cura di, s.l., s.n., 1980.
- Interviste sul socialismo in Europa, Bari, Laterza, 1980.
- Flash 1980, Roma, Cassa di risparmio di Roma, 1981.
- Italia/Libano. Storia di una spedizione di pace attraverso le testimonianze di corrispondenti giornalistici, a cura di, Roma, Edizioni Fotogramma, 1983.
- Ping pong, S.l., M. Ferri, 1983.
- Marsica 1915, con Placido Arnaldo Panecaldo, Roma, Edizioni Fotogramma, 1984.
- Abruzzo Abruzzi, con Uliano Lucas, Roma, Edizioni Fotogramma, 1986.
- Friuli-Venezia Giulia. Da un secolo all'altro, Roma, Edizioni Fotogramma, 1988.
- Paesi del Gran Sasso, Roma, Edizioni Fotogramma, 1989.
- Veneto. La rinascita, Roma, Edizioni Fotogramma, 1989.
- Telecamera con vista. Da Valpreda a Di Pietro, 25 anni di storia italiana nei retroscena del Telegiornale, Roma, Nuova ERI, 1993, ISBN 88-04-37357-1
- Il cambio. Uomini e retroscena della nuova repubblica, Milano, A. Mondadori, 1994. ISBN 88-04-38778-5; 1996. ISBN 88-04-40922-3
- Il duello. Chi vincerà nello scontro finale, Roma-Milano, Nuova ERI-A. Mondadori, 1995. ISBN 88-04-40496-5
- La svolta. Il pendolo del potere da destra a sinistra, Roma-Milano, Nuova ERI-A. Mondadori, 1996. ISBN 88-04-41743-9
- Il Papa eremita. Celestino V e la perdonanza all'Aquila, a cura di, Roma, Edizioni Fotogramma, 1996. ISBN 88-86265-02-6
- Il duello. Storia dello scontro finale, Roma-Milano, Nuova ERI-A. Mondadori, 1997. ISBN 88-04-42327-7
- La sfida. Dal patto alla crisi e oltre, Roma-Milano, Nuova ERI-A. Mondadori, 1997. ISBN 88-04-43346-9
- Luigi Di Bella, Si può guarire? La mia vita, il mio metodo, la mia verità, intervista di, Milano, A. Mondadori, 1998. ISBN 88-04-45303-6
- La corsa. Dopo D'Alema a palazzo Chigi chi salirà al Quirinale, Roma-Milano, Nuova ERI-A. Mondadori, 1998. ISBN 88-04-45583-7
- Dieci anni che hanno sconvolto l'Italia. 1989-2000, Roma-Milano, Nuova ERI-A. Mondadori, 1999. ISBN 88-04-47058-5
- Il superpresidente. Che cosa cambia in Italia con Ciampi al Quirinale, Roma-Milano, Nuova ERI-A. Mondadori, 1999. ISBN 88-04-47159-X
- La corsa. La lunga strada del presidente Ciampi, Roma-Milano, Nuova ERI-A. Mondadori, 1999. ISBN 88-04-47195-6
- Scontro finale. Chi vincerà l'ultimo duello, Roma-Milano, Nuova ERI-A. Mondadori, 2000. ISBN 88-04-48169-2
- La scossa. Il cambiamento italiano nel mondo che trema, Roma-Milano, Nuova ERI-A. Mondadori, 2001. ISBN 88-04-48952-9
- Scontro finale. Ultimo atto, Roma-Milano, Nuova ERI-A. Mondadori, 2001. ISBN 88-04-49520-0
- Verdi e l'Arena, a cura di, Roma, Edizioni Fotogramma, 2001.
- Rai, la grande guerra. 1962-2002. Quarant'anni di battaglie a Viale Mazzini, Roma-Milano, Nuova ERI-A. Mondadori, 2002. ISBN 88-04-50932-5.
- La Grande Muraglia. L'Italia di Berlusconi, l'Italia dei girotondi, Roma-Milano, Nuova ERI-A. Mondadori, 2002. ISBN 88-04-50992-9
- Il Cavaliere e il Professore. La scommessa di Berlusconi, il ritorno di Prodi, Roma-Milano, Nuova ERI-A. Mondadori, 2003. ISBN 88-04-51798-0
- Cinquant'anni. Il miracolo del Friuli. 1953-2003 premio del lavoro e del progresso economico, Udine-Roma, Camera di commercio, industria, artigianato e agricoltura-Edizioni Fotogramma, 2003.
- Storia d'Italia da Mussolini a Berlusconi. 1943: l'arresto del duce, 2005: la sfida di Prodi, Roma-Milano, Nuova ERI-A. Mondadori, 2004. ISBN 88-04-53484-2
- Vincitori e vinti. Le stagioni dell'odio. Dalle leggi razziali a Prodi e Berlusconi, Roma-Milano, Nuova ERI-A. Mondadori, 2005. ISBN 88-04-54866-5
- La sfida cinese, Roma, Edizioni Fotogramma, 2005.
- L'Italia spezzata. Un paese a metà tra Prodi e Berlusconi, Roma-Milano, Nuova ERI-A. Mondadori, 2006. ISBN 88-04-56006-1
- Veneto. Una favola nel mondo, a cura di, Roma-Vicenza, Edizioni Fotogramma-Banca popolare di Vicenza, 2006.
- L'amore e il potere. Da Rachele a Veronica, un secolo di storia italiana, Roma-Milano, Nuova ERI-A. Mondadori, 2007. ISBN 978-88-04-57268-8
- Viaggio in un'Italia diversa, Roma-Milano, Nuova ERI-A. Mondadori, 2008. ISBN 978-88-04-58311-0
- 1938. Leggi razziali, una tragedia italiana. 70º anniversario, a cura di e con Marcello Pezzetti, Roma, Gangemi, 2008. ISBN 978-88-492-1585-4
- Donne di cuori. Da Cleopatra a Carla Bruni. Da Giulio Cesare a Berlusconi, Roma-Milano, Nuova ERI-A. Mondadori, 2009. ISBN 978-88-04-59362-1
- Auschwitz-Birkenau, a cura di e con Marcello Pezzetti, Roma, Gangemi, 2010. ISBN 978-88-492-1842-8
- Nel segno del cavaliere. Silvio Berlusconi, una storia italiana, Roma-Milano, Rai Eri-Mondadori, 2010. ISBN 978-88-04-60189-0
- Il cuore e la spada. Storia politica e romantica dell'Italia unita 1861-2011, Roma-Milano, Rai Eri-Mondadori, 2010. ISBN 978-88-04-60334-4
- Veneto. Il vino, la vita. Veneto. Wine is life, a cura di, Roma, Edizioni Fotogramma, 2010.
- Questo amore. Il sentimento misterioso che muove il mondo, Roma-Milano, Rai Eri-Mondadori, 2011. ISBN 978-88-04-61370-1
- I teatri della Serenissima, Roma-Vicenza, Fotogramma-Banca popolare di Vicenza, 2011.
- I ghetti nazisti, a cura di e con Marcello Pezzetti e Sara Berger, Roma, Gangemi, 2012. ISBN 978-88-492-2311-8
- Vino & cucina. 100 ricette della tradizione italiana abbinate a 200 dei nostri migliori vini, con Antonella Clerici, Roma-Milano, Rai Eri-Mondadori, 2012. ISBN 978-88-04-62037-2
- Il Palazzo e la Piazza. Crisi, consenso e protesta da Mussolini a Beppe Grillo, Roma-Milano, Rai Eri-Mondadori, 2012. ISBN 978-88-04-62300-7
- Sale, zucchero e caffè. L'Italia che ho vissuto da nonna Aida alla Terza Repubblica, Roma-Milano, Rai Eri-Mondadori, 2013. ISBN 978-88-04-63352-5
- Italiani voltagabbana. Dalla prima guerra mondiale alla Terza Repubblica sempre sul carro dei vincitori, Roma-Milano, Rai Eri-Mondadori, 2014. ISBN 978-88-04-64589-4
- La signora dei segreti. Il romanzo di Maria Angiolillo. Amore e potere nell'ultimo salotto d'Italia, con Candida Morvillo, Milano, Rizzoli, 2015. ISBN 978-88-17-08231-0
- Donne d'Italia. Da Cleopatra a Maria Elena Boschi. Storia del potere femminile, Roma-Milano, Rai Eri-Mondadori, 2015, ISBN 978-88-04-65812-2
- C'eravamo tanto amati. Amore, politica, riti e miti. Una storia del costume italiano, Roma-Milano, Rai Eri-Mondadori, 2016, ISBN 978-88-04-66999-9
- Soli al comando. Da Stalin a Renzi, da Mussolini a Berlusconi, da Hitler a Grillo. Storia, amori, errori, Roma-Milano, Rai Eri-Mondadori, 2017, ISBN 978-88-046-8178-6.
- Rivoluzione. Uomini e retroscena della Terza Repubblica, Roma-Milano, Rai Eri-Mondadori, 2018, ISBN 978-88-0470-704-2.
- Luna. Cronaca e retroscena delle missioni che hanno cambiato per sempre i sogni dell'uomo, Roma, Rai Libri, 2019, ISBN 978-88-397-1772-6.
- Perché l'Italia diventò fascista (e perché il fascismo non può tornare), Roma-Milano, Rai Libri-Mondadori, 2019, ISBN 978-88-047-1874-1.
- Bellissime! Le donne dei sogni italiani dagli anni '50 a oggi, Roma, Rai Libri, 2020, ISBN 978-88-397-1799-3.
- Perchè l'Italia amò Mussolini (e come è sopravvissuta alla dittatura del virus), Roma-Milano, Rai Libri-Mondadori, 2020, ISBN 978-88-047-3230-3.
- Quirinale. Dodici Presidenti tra pubblico e privato, Roma, Rai Libri, 2021, ISBN 978-88-397-1822-8.
- Perché Mussolini rovinò l'Italia (e come Draghi la sta risanando), Roma-Milano, Rai Libri-Mondadori, 2021, ISBN 978-88-047-4543-3.
- Donne al potere. 25 signore della politica, dell'impresa e della scienza tra pubblico e privato, Roma, Rai Libri, 2022, ISBN 978-88-397-1842-6.
- La grande tempesta. Mussolini. La guerra civile. Putin. Il ricatto nucleare. La Nazione di Giorgia Meloni, Roma-Milano, Rai Libri-Mondadori, 2022, ISBN 978-88-047-5523-4.
- Kennedy. Fu vera gloria? Amori e potere di un mito, Roma, Rai Libri, 2023, ISBN 978-88-397-1865-5.
- Il rancore e la speranza. Ritratto di una nazione dal dopoguerra a Giorgia Meloni, in un mondo macchiato di sangue, Roma-Milano, Rai Libri-Mondadori, 2023, ISBN 978-88-047-6389-5.
- Hitler e Mussolini. L'idillio fatale che sconvolse il mondo (e il ruolo centrale dell'Italia nella nuova Europa), Collana I libri di Vespa, Milano, Rai Libri-Mondadori, 2024, ISBN 978-88-047-9285-7.

## Cinema e televisione
- Nel 2006 recita un piccolo cameo nel film Commediasexi di Alessandro D'Alatri, dove interpreta se stesso.
- Nel 2013 compare in alcuni filmati di repertorio in merito all'omicidio di Aldo Moro all'inizio del primo episodio della seconda stagione della serie televisiva inglese Utopia.
- Nel 2016 compare in un cameo nel ruolo di se stesso nell'episodio 17 della decima stagione della serie televisiva Don Matteo, intitolato "L'amico ritrovato".
- Nel 2022 recita un piccolo cameo nel ruolo di se stesso in una puntata della fiction Rai Vincenzo Maliconico, avvocato d'insuccesso.

## Riconoscimenti
- 1978 – Premio Saint Vincent per la televisione (conferito dal Presidente della Repubblica Sandro Pertini)
- 1990 – Personalità europea per il giornalismo
- 1992 – Premio La Madonnina per il giornalismo
- 1995 – Premio Guidarello per il giornalismo
- 1997 – Telegatto speciale
- 1999 – Premio Ischia internazionale di Giornalismo, giornalista dell'anno per la televisione
- 1999 – Telegatto Miglior trasmissione di attualità e cultura
- 2000 – Premio Saint Vincent per la televisione (conferito dal Presidente della Repubblica Carlo Azeglio Ciampi)
- 2002 – Telegatto Miglior talk show
- 2004 – Premio Bancarella
- 2006 – Telegatto di Platino
- 2006 – Premio Internazionale ENOGÀ
- 2008 – Big Brother Awards
- 2008 – Premio Regia Televisiva categoria Top ten
- 2011 – Premio Saint Vincent per la televisione (conferito dal Presidente della Repubblica Giorgio Napolitano)
- 2011 – Premio Estense alla carriera
- 2016 - Premio Biagio Agnes alla carriera
- 2018 – Premio America della Fondazione Italia USA
- 2018 – Medaglia dell'Ordine della Minerva
- 2020 - Premio Internazionale "G. Falcone - P. Borsellino" - Sezione Impegno sociale (Giornalismo di inchiesta)
- 2021 - Premio Biagio Agnes nella categoria Giornalista-Scrittore
- 2025 - Premio internazionale Mozia (premio alla carriera)[31][32]